# Curacautín
Curacautín is een gemeente in de Chileense provincie Malleco in de regio Araucanía. Curacautín telde 17.413 inwoners in 2017 en heeft een oppervlakte van 1664 km².